# Zygmunt Kowalczyk (ekonomista)
Zygmunt Kowalczyk – polski ekonomista, profesor nauk ekonomicznych. 

## Życiorys
Urodził się 5 października 1931 roku we Francji. W latach 1943-1947 uczęszczał do francuskiej szkoły średniej - Collège de Graves w Villefranche-de-Rouergue. Naukę w Liceum w Wolsztynie rozpoczął jesienią 1947. Maturę zdał w roku 1950. Studia ekonomiczne w Wyższej Szkole Ekonomicznej w Poznaniu ukończył w 1955. 
W latach akademickich 1957/1958 i 1958/1959 studiował w Instytucie Uniwersyteckim Studiów Europejskich w Turynie. Dyplom „Wyższych Studiów Europejskich” otrzymał w roku 1959.
Doktorat z zakresu Finansów obronił w Poznaniu w roku 1961. Stopień doktora habilitowanego w zakresie nauk ekonomicznych uzyskał w roku 1969; tytuł profesora – w roku 1976.
Sprawował m.in. ważniejsze funkcje w szkolnictwie wyższym: Dziekana Wydziału Planowania i Zarządzania w Akademii Ekonomicznej w Poznaniu w latach 1978-1984; członka Rady Głównej Nauki i Szkodnictwa Wyższego w latach 1982-1985; Dyrektora Instytutu Międzynarodowych Stosunków Gospodarczych (MSG) w Akademii Ekonomicznej w Poznaniu w latach 1984-1991 oraz kierownika Katedry MSG w latach 1991-2002.
Obydwie prace – doktorska i habilitacyjna dotyczyły tematyki rachunkowości społecznej, co zaowocowało między innymi tym, że został powołany na eksperta ONZ, aby w ramach programu UNDP, pracując na Mauritiusie w okresie od listopada 1981 do lutego1982, opracował dla rządu tego kraju makroekonomiczną analizę strumieni finansowych państwa Mauritius.
W latach 1994-1999 pełnił funkcję członka Zarządu Banku BNP – Dresdner Bank (Polska), wybrany na to stanowisko przez Centralę Banque Nationale de Paris w Paryżu.
Był promotorem 14 doktoratów; 6 osób wśród jego wychowanków zostało profesorami ekonomii.
Był wielokrotnie zapraszany jako „visiting professor” przez Uniwersytety francuskie: Paris 2 (Panthéon-Assas), Dijon, Rennes, Aix-en-Provence, Orléans i na wyspie Réunion.
Po habilitacji wiodącą tematyką prac naukowych została koniunktura gospodarcza. Zapoczątkował wraz z współpracownikami szereg badań i publikacji z tego zakresu; później były kontynuowane na Uniwersytecie Ekonomicznym w Poznaniu.
Do najważniejszego dorobku pisanego profesora zaliczyć można: Rachunkowość Społeczna. Wartość poznawcza i znaczenie praktyczne, PWE  Warszawa 1974; Strumienie finansowe w gospodarce kapitalistycznej, PWN Warszawa 1978; Koniunktura gospodarcza, praca zbiorowa pod redakcją Zygmunta Kowalczyka, PWE Warszawa 1982;  Metody badania koniunktury gospodarczej, (współautor R. Barczyk), PWN Warszawa – Poznań 1993; Polityka stabilizacji koniunktury gospodarczej (współautor R. Barczyk), Wydawnictwo AE Poznań 1994.
W latach 1972-1976 był prezesem poznańskiego oddziału Towarzystwa Przyjaźni Polsko-Francuskiej. Był członkiem Fundacji Poznań -  Ille-et-Vilaine .
W latach 2002 -2018 był profesorem zwyczajnym Uniwersytetu WSB Merito w Poznaniu .
Zmarł 24 czerwca 2025 roku w wieku 93 lat. 

## Odznaczenia i wyróżnienia
- Medal Komisji Edukacji Narodowej[1]
- Krzyż Kawalerski i Oficerski Orderu Odrodzenia Polski[1]